# Mesihovina
Mesihovina är ett samhälle i Bosnien och Hercegovina.   Det ligger i entiteten Federationen Bosnien och Hercegovina, i den sydvästra delen av landet, 90 km väster om huvudstaden Sarajevo. Mesihovina ligger 926 meter över havet och antalet invånare är 996.
Terrängen runt Mesihovina är kuperad. Närmaste större samhälle är Drežnica, 4,8 km söder om Mesihovina. 
Omgivningarna runt Mesihovina är en mosaik av jordbruksmark och naturlig växtlighet. Runt Mesihovina är det ganska tätbefolkat, med 93 invånare per kvadratkilometer.